# Узмень (Бежецкий район)
Узме́нь — деревня в Бежецком районе Тверской области. Относится к Фралёвскому сельскому поселению.

## География
Деревня находится на берегу реки Молога в 14 км на северо-запад от центра поселения деревни Фралёво и в 17 км на северо-запад от районного центра Бежецка.
Ближайшая к деревне шоссейная дорога Бежецк — Поречье проходит в двух километрах.

## История
В 1812 году на погосте близ деревни была построена каменная Никольская церковь с 4 престолами.
В конце XIX — начале XX века погост Узмень входил в состав Чижовской волости Бежецкого уезда Тверской губернии.
С 1929 года деревня входила в состав Потëсовского сельсовета Бежецкого района Бежецкого округа Московской области, с 1935 года — в составе Калининской области, с 2005 года — в составе Фралёвского сельского поселения.

## Население
| 1859 | 2008 | 2010 |
| ---- | ---- | ---- |
| 45   | ↘0   | →0   |

## Этимология
Слово "узмень" означает узкое место на озере или пролив между двумя озерами.